# Pădurea
Pădurea falu Romániában, Erdélyben, Fehér megyében.

## Fekvése
Tótfalud közelében fekvő település.

## Története
Pădurea korábban Tótfalud része volt, 1956 körül vált külön, 127 lakossal.
1966-ban 121, 1977-ben 100 román lakosa volt. Az 1977-es népszámláláskor 66 lakosa volt, melyből 65 román, 1 magyar volt. A 2002-es népszámláláskor pedig 55 lakosából 54 román, 1 magyar volt.